# Kurt Ehrenberg
Kurt Ehrenberg (* 22. November 1896 in Wien; † 6. Oktober 1979 ebenda) war ein österreichischer Paläontologe und Speläologe.

## Leben
Ehrenberg studierte seit 1915 an der Universität Wien, unterbrochen durch den Kriegsdienst 1916 bis 1918, wo er 1921 zum Dr. phil. promoviert wurde und habilitierte sich 1923 ebenda in Paläobiologie. Er war von 1923 bis 1936 Assistent von Othenio Abel und heiratete 1924 dessen Tochter. 1929 wurde Ehrenberg tit. außerordentlicher Professor und 1937 außerordentlicher Professor. Zwischen 1942 und 1945 war er ordentlicher Professor der Paläontologie und Paläobiologie und Leiter des Instituts für diese Fächer an der Universität Wien. Am 9. Februar 1942 beantragte Ehrenberg die Aufnahme in die NSDAP und wurde rückwirkend zum 1. Januar 1941 aufgenommen (Mitgliedsnummer 9.025.892). 1945 wurde er im Zuge der Entnazifizierung vom Dienst enthoben und 1947 unter Kürzung des Ruhegehalts in den Ruhestand versetzt. 1953 erhielt er eine Venia legendi für Speläologie an der Universität Wien und hatte für dieses Fach von 1957 bis 1971 einen Lehrauftrag. Er wurde am evangelischen Teil des Wiener Zentralfriedhof bestattet.
Kurt Ehrenberg erforschte fossile Echinodermen, Spurenfossilien und Fossilisation, insbesondere aber fossile Säugetiere des Pleistozäns.

## Veröffentlichungen (Auswahl)
- Erhaltungszustand und Vorkommen der Fossilreste und die Methoden ihrer Erforschung. In: Emil Abderhalden: Handbuch der biologischen Arbeitsmethoden. Abt. X, Berlin und Wien 1929, S. 751–882.
- Die pleistozaenen Bären Belgiens.
  - I. Teil: Die Bären von Hastière. In: Mémoires du Musée royal d’histoire naturelle 64, 1935, S. 1–126.
  -  II. Teil. Die Bären von Trou du Sureau (Montaigle). In: Mémoires du Musée royal d’histoire naturelle 71, 1935, S. 1–97.
  - III. Teil. Cavernes de Montaigle (Schluss), Cavernes de Walzin, Caverne de Freyr, Cavernes de Pont-a-Lesse. In: Mémoires du Musée royal d’histoire naturelle 155, 1966, S. 1–74.
- Paläozoologie. Wien 1960.
- Othenio Abel’s Lebensweg, unter Benützung autobiographischer Aufzeichnungen. Kurt Ehrenberg, Wien 1975 (Privatdruck).